# Молчанова, Галина Георгиевна
Галина Георгиевна Молчанова (род. 24 октября 1945, Ташкент) — советский и российский учёный-филолог, лингвист и педагог, доктор филологических наук (1991), профессор (1992). Заслуженный работник высшей школы Российской Федерации (2006).

## Биография
Родилась 24 октября 1945 года в Ташкенте.
С 1963 по 1968 год обучалась на филологическом факультете Ташкентского государственного университета, с 1968 по  1971 год обучалась в аспирантуре при этом факультете. С 1971 по 1992 год на педагогической работе на филологическом факультете Ташкентского государственного университета. С 1992 года на педагогической работе в Московском государственном университете: профессор и с 2003 года заведующий кафедрой кафедры лингвистики и межкультурной коммуникации, и одновременно с 2012 года — декан Факультета иностранных языков и регионоведения МГУ.  
В 1976 году Галина Молчанова защитила диссертацию на соискание учёной степени кандидат филологических наук по теме: «Языковая природа и стилистические функции сентенции», в 1991 году — доктор филологических наук по теме: «Импликативные аспекты семантики текста». В 1992 году приказом ВАК ей было присвоено учёное звание профессор. 
Основная научная деятельность Г. Г. Молчановой была связана с вопросами в области теории и семантики лингвистики, стилистики английского языка и лингвистики текста, сопоставительного и общего языкознания. Основные работы  «Английский язык как неродной: Текст, Стиль. Коммуникация» (2007), учебные пособия «Интерпретация текста» (1990) и «Когнитивная поликодовость межкультурной коммуникации: вербалика и невербалика» (2014). Молчанова является автором более 100 публикаций и учебных пособий, в том числе семь монографий, более 90 статей в научных журналах, две научно-исследовательские работы, в 2013 году была членом редколлегии сборника «Учёные записки национального общества прикладной лингвистики». Помимо основной деятельности с 2013 года является членом Экспертного совета ВАК  по искусствоведению и филологии, под её руководством выполнено более семи кандидатских диссертаций.
3 октября 2006 года Указом Президента России «За заслуги  в  научно-педагогической  деятельности  и  большой вклад  в  подготовку   квалифицированных   специалистов» Г. Г. Молчанова была удостоена почётного звания Заслуженный работник высшей школы Российской Федерации. В 2009 году за педагогическую деятельность она становится лауреатом Премии имени М. В. Ломоносова.

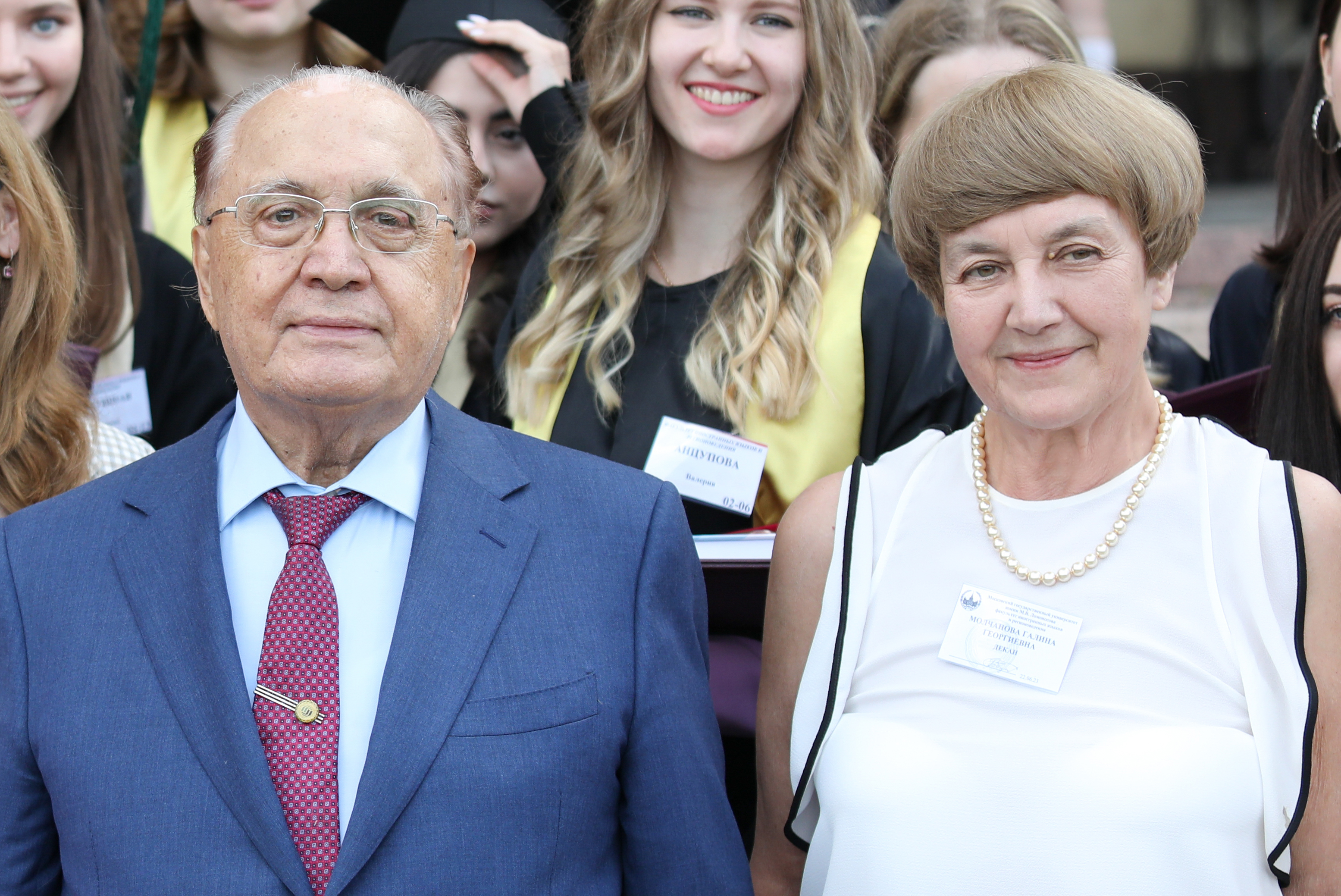
Ректор МГУ Виктор Садовничий и Галина Молчанова на церемонии вручения дипломов с отличием студентам МГУ им. М. В. Ломоносова в 2023 г.

## Награды
- Орден Дружбы (2024 — «За заслуги в научно-педагогической деятельности, подготовке высококвалифицированных специалистов и многолетнюю добросовестную работу»)[5]
- Заслуженный работник высшей школы Российской Федерации (2006)[4]
- Благодарность Президента Российской Федерации (2017 — «За достигнутые трудовые успехи, заслуги в гуманитарной сфере, активную общественную деятельность и многолетнюю добросовестную работу»)[6]
- Лауреат Премии имени М. В. Ломоносова (2009 — за педагогическую деятельность)[1]
- Почётный работник высшего профессионального образования Российской Федерации (2015)[1]